# Compus de șase antiprisme pentagramice
În geometrie compusul de șase antiprisme pentagramice este un compus poliedric uniform realizat dintr-un aranjament simetric de 6 antiprisme pentagramice într-un dodecaedru.
Are indicele de compus uniform UC44.

## Mărimi asociate

### Coordonate carteziene
Coordonatele carteziene ale vârfurilor acestui compus sunt toate permutările pare cu un număr par de minusuri în opțiunile „±”.
{\displaystyle \left(\,\pm (\varphi +{\sqrt {\varphi ^{-1}}}),\,\pm \varphi ^{-1},\,\pm (-1+{\sqrt {\varphi }})\,\right)}
{\displaystyle \left(\,\pm {\sqrt {\varphi ^{-1}}},\,\pm 2,\,\pm {\sqrt {\varphi }}\,\right)}
{\displaystyle \left(\,\pm (-\varphi +{\sqrt {\varphi ^{-1}}}),\,\pm \varphi ^{-1},\,\pm (1+{\sqrt {\varphi }})\,\right)}
{\displaystyle \left(\,\pm (-1+{\sqrt {\varphi ^{-1}}}),\,\pm (-\varphi ),\,\pm (\varphi ^{-1}+{\sqrt {\varphi }})\,\right)}
{\displaystyle \left(\,\pm (1+{\sqrt {\varphi ^{-1}}}),\,\pm (-\varphi ),\,\pm (-\varphi ^{-1}+{\sqrt {\varphi }})\,\right)}
unde {\displaystyle \varphi ={\frac {1+{\sqrt {5}}}{2}}} este secțiunea de aur.

### Volum
Următoarea formulă pentru volum V este stabilită pentru lungimea laturilor tuturor poligoanelor (care sunt regulate) a:
{\displaystyle V={\sqrt {5{\sqrt {5}}}}\,a^{3}\approx 3,343702~a^{3}.}